# AMD Spider
Az AMD Spider az AMD első, 2007-ben megjelent, asztali gépekhez kifejlesztett multimédiás és játék-célú platformja. A platform az AMD rajongóknak szánt fejlett eszközeit fogja össze, így főbb egységei a négymagos AMD Phenom X4 9000 sorozatú processzorok, a ATI Radeon HD 3800 sorozat GPU-k, és az AMD 7 sorozatú csipkészlet. Leslie Sobon, az AMD termékigazgatója szerint a platform elsősorban a 900–1200 dollár árkategóriába eső, játék- és multimédiás gépekben való felhasználást célozza.

## Fordítás
Ez a szócikk részben vagy egészben  az   AMD Spider című angol Wikipédia-szócikk ezen változatának fordításán alapul.  Az eredeti cikk szerkesztőit annak laptörténete sorolja fel. Ez a jelzés csupán a megfogalmazás eredetét és a szerzői jogokat jelzi, nem szolgál a cikkben szereplő információk forrásmegjelöléseként.